# Мистік (Айова)
Мистік (англ. Mystic) — місто (англ. city) в США, в окрузі Аппанус штату Айова. Населення — 322 особи (2020).

## Географія
Мистік розташований за координатами 40°46′45″ пн. ш. 92°56′41″ зх. д. / 40.77917° пн. ш. 92.94472° зх. д. (40.779181, -92.944612).  За даними Бюро перепису населення США в 2010 році місто мало площу 7,56 км², уся площа — суходіл.

## Демографія
Згідно з переписом 2010 року, у місті мешкало 425 осіб у 181 домогосподарстві у складі 112 родин. Густота населення становила 56 осіб/км².  Було 210 помешкань (28/км²).
Расовий склад населення:
| - 98,8 % — білих - 0,2 % — чорних або афроамериканців |

До двох чи більше рас належало 0,2 %. Частка іспаномовних становила 1,9 % від усіх жителів.
За віковим діапазоном населення розподілялося таким чином: 23,8 % — особи молодші 18 років, 61,4 % — особи у віці 18—64 років, 14,8 % — особи у віці 65 років та старші. Медіана віку мешканця становила 39,9 року. На 100 осіб жіночої статі у місті припадало 104,3 чоловіків;  на 100 жінок у віці від 18 років та старших — 107,7 чоловіків також старших 18 років.
Середній дохід на одне домашнє господарство  становив 34 188 доларів США (медіана — 28 906), а середній дохід на одну сім'ю — 42 567 доларів (медіана — 33 393). Медіана доходів становила 32 955 доларів для чоловіків та 20 714 долари для жінок. За межею бідності перебувало 18,2 % осіб, у тому числі 16,7 % дітей у віці до 18 років та 25,0 % осіб у віці 65 років та старших.
Цивільне працевлаштоване населення становило 181 осіб. Основні галузі зайнятості: виробництво — 28,7 %, освіта, охорона здоров'я та соціальна допомога — 23,8 %, роздрібна торгівля — 12,7 %, оптова торгівля — 8,8 %.